# Kaima Taira
Kaima Taira (平良 海馬, Taira Kaima, Ishigaki, 15 de novembro de 1999) é um jogador de beisebol japonês, que joga na posição de arremessador (pitcher).

## Carreira
Taira compôs o elenco da Seleção Japonesa de Beisebol nos Jogos Olímpicos de Verão de 2020 em Tóquio, onde conquistou a medalha de ouro após derrotar a equipe dos Estados Unidos na final da competição por 2–0.